# Шефилд (Алабама)
Шефилд (енгл. Sheffield) град је у америчкој савезној држави Алабама. По попису становништва из 2010. у њему је живело 9.039 становника.

## Демографија
Према попису становништва из 2010. у граду је живело 9.039 становника, што је 613 (6,4%) становника мање него 2000. године.
| Група             | 2000.         | 2010.         |
| Белци             | 6.798 (70,4%) | 6.220 (68,8%) |
| Афроамериканци    | 2.530 (26,2%) | 2.426 (26,8%) |
| Азијати           | 27 (0,3%)     | 31 (0,3%)     |
| Хиспаноамериканци | 145 (1,5%)    | 211 (2,3%)    |
| Укупно            | 9.652         | 9.039         |